# Бегулинская
Бегулинская — деревня в Красноборском районе Архангельской области. Входит в состав Телеговского сельского поселения.

## География
Находится в юго-восточной части Архангельской области на расстоянии приблизительно 6 км на восток-юго-восток по прямой от административного центра района Красноборск на правом берегу речки Евда на левобережье реки Северная Двина.

## История
Учтена уже только в 1939 в составе Усть-Евдского сельсовета.

## Население
Численность населения: 31 человек (русские 97 %) в 2002 году, 21 в 2010.